# Keolis Dijon Mobilités
Keolis Dijon Multimodalité est une société basée à Dijon, en France, qui exploite le réseau de transports en commun de Dijon Métropole sous le nom commercial Divia.

## Présentation
Keolis Dijon Multimodalité, anciennement Société de transport de la région dijonnaise (STRD),Keolis Dijon et Keolis Dijon Mobilités , est la société qui exploite le réseau de transports en commun dijonnais dans le cadre d'une délégation de service public (DSP) sous le nom commercial Divia qui assure la desserte de toutes les communes de Dijon Métropole. Elle gère également les parkings payants et le stationnement de cette même métropole.

### Historique

#### De 1965 à 2004, la Société de transport de la région dijonnaise (STRD)
- La STRD a été créée le 1er janvier 1965 afin de succéder à la C.T.D. (Compagnie des Transports de Dijon) elle-même qui a succédé à la C.T.E.D. (Compagnie des Tramways Électriques de Dijon)[3].

- En 1966, elle renouvelle le matériel roulant et ferme les trois lignes de trolleybus de Dijon en 1966.

- En 1972, la société déménage ses bureaux, auparavant situés dans le quartier des Trois Forgerons depuis 1894, dans un nouveau dépôt à Chenôve.

- En 1976, la STRD est rattachée au District de l'Agglomération Dijonnaise nouvellement créé. Une restructuration du réseau est alors effectuée.

- En 1988, la société de transport fête les 100 ans de transports en commun à Dijon.

- En 1992, la STRD change une nouvelle fois son dépôt, ainsi que son logo mais également la livrée de tous les bus.

- En 1999, le réseau connaît une forte restructuration avec l'ouverture de multiples lignes et de nouvelles dessertes.

- En 2001, la STRD revisite ses guides horaires ainsi que ses tarifications. De plus, tous les bus sont désormais équipés de GPS et progressivement de caméras de surveillance.

- C'est en 2003 que la société de transports de la région dijonnaise innove le réseau en créant un Parking relais nommé Limburgerhof avec une navette affrétée allant de Chenôve jusqu'au centre-ville. L'espace bus place Grangier est de nouveau revisité. En 2004, la STRD déshabille ses bus en ne laissant plus que le logo STRD. Avec cette livrée transitoire, la société fait introduire des bus au GNV, c'est-à-dire gaz naturel pour véhicules.

#### Depuis 2004, le réseau Divia
Le 25 octobre 2004, le réseau de transport en commun dijonnais cesse d'être exploité sous le nom STRD pour laisser place au nouveau nom du réseau, Divia. Cependant, la société exploitant le réseau garde le nom STRD.

Le réseau Divia a apporté de nombreux changements par rapport à l'ancien réseau de bus STRD; nouveau réseau, nouveau nom, nouvelle identité pour les bus, nouveaux bus au GNV, nouvelles communes desservies, etc.
Le réseau Divia a été adopté par l'ensemble de la population de l'agglomération dijonnaise, malgré les nombreux ennuis et débats que ces changements ont suscités. La fréquentation était de 47 266 000 de voyages en 2015 soit 190 voyages par habitant et par an. D'après le conseil de communauté du 30 janvier 2014, la fréquentation a augmenté de 20,5 % sur l'année 2013 par rapport à l'année 2012, puis de 9,7 % les deux années suivantes.
- En 2007, le Grand Dijon (aujourd'hui Dijon Métropole) met en place le SAEIV (Système d'Aide à l'Exploitation et à l'Information Voyageurs) sur le réseau Divia sous le nom Totem : des bornes d'information sont installées aux principaux arrêts et le SAEIV Inéo est installé dans l'ensemble de la flotte de bus.

Les bornes permettent d'informer les voyageurs sur le temps d'attente aux arrêts. Dans les bus, des écrans TFT indiquent le nom de chaque arrêt et la destination, le temps nécessaire pour rejoindre les principaux lieux desservis par la ligne, ainsi que les perturbations sur le réseau. Une annonce sonore est également présente dans les bus.
- En 2008, il fut décidé au niveau de l'agglomération dijonnaise de faire exploiter le réseau en délégation de service public (DSP), le groupe Keolis remporta le marché et la STRD changea de nom pour devenir Keolis Dijon tout en gardant le nom commercial d'exploitation Divia.

- Le 12 juillet 2010, le réseau Divia a été restructuré, nouvelles lignes, dessertes améliorées, ligne effectuant le tour de la ville, ligne de nuit, et modifications d'itinéraires en vue des travaux du tramway.

- Le 2 septembre 2012, lendemain de l'inauguration de la première ligne de tramway, une nouvelle réorganisation du réseau a lieu, lui donnant cette fois-ci un caractère plus définitif, les travaux du tramway étant terminés.

- Le 1er janvier 2017, Keolis Dijon change de nom pour devenir Keolis Dijon Mobilités en obtenant la gestion, en plus des transports en commun bus et tramway, du réseau de vélos en libre service Vélodi, qui devient DiviaVélodi le 16 septembre 2017 à cette occasion, puis des parkings payants et du stationnement sur le périmètre de Dijon Métropole[1].
- Le 19 décembre 2022, Keolis Dijon  Mobilités franchit une nouvelle étape en devenant Keolis Dijon Multimodalités. Cette évolution de nom reflète l'élargissement de ses compétences et de son offre de mobilité au sein de Dijon Métropole. En plus de la gestion des réseaux de bus et de tramway, Keolis Dijon Multimodalités assure désormais l'exploitation du réseau de vélos en libre-service DiviaVélo (anciennement Vélodi), ainsi que la gestion des parkings payants et du stationnement sur le territoire de la métropole. Cette transition souligne l'engagement de l'entreprise à proposer une gamme complète de solutions de déplacement intégrées

### Actionnariat
Keolis Dijon Multimodalité est une filiale à 100 % du groupe Keolis.

### Communes desservies

Logo de Dijon métropole.

Le réseau Divia exploité par Keolis Dijon Multimodalité dessert les 23 communes de Dijon Métropole.
- En 2004 lors de la mise en service du réseau Divia, les communes de Bressey-sur-Tille, Bretenière, Crimolois, Hauteville-lès-Dijon, Magny-sur-Tille ont rejoint les autres communes de Dijon Métropole, appelé COMADI jusqu'en 2005, et desservies par l'ancien réseau STRD.
- En 2007, la commune de Fénay rejoint le Grand Dijon et le réseau Divia.
- En 2013, les communes de Corcelles-les-Monts et de Flavignerot rejoignent le Grand Dijon (qui sera par la suite transformée en communauté urbaine en 2015 puis en métropole en 2017 sous le nom de Dijon Métropole) et le réseau Divia.

Liste des communes desservies :
- Ahuy
- Bressey-sur-Tille
- Bretenière
- Chenôve
- Chevigny-Saint-Sauveur
- Corcelles-les-Monts
- Daix
- Dijon
- Fénay
- Flavignerot
- Fontaine-lès-Dijon
- Hauteville-lès-Dijon
- Longvic
- Magny-sur-Tille
- Marsannay-la-Côte
- Neuilly-Crimolois
- Ouges
- Perrigny-lès-Dijon
- Plombières-lès-Dijon
- Quetigny
- Saint-Apollinaire
- Sennecey-lès-Dijon
- Talant

### Identité visuelle

Ancien logo de 2008 au 31 décembre 2016.
Logo actuel depuis le 1er janvier 2017.
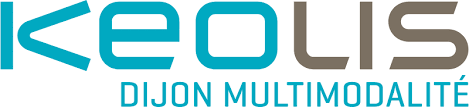
Logo actuel depuis le 19 décembre 2022